# Oberwiera
Oberwiera település Németországban, azon belül Szászország tartományban. Lakosainak száma 1019 fő (2023. december 31.).

## Népesség
A település népességének változása:
| Lakosok száma | 1021 | 995  | 1014 | 1026 | 1019 |
|               | 2017 | 2019 | 2021 | 2022 | 2023 |